# Great Crossings
Great Crossings eller Great Crossing är en by och så kallat kommunfritt område i Scott County i Kentucky i USA. Great Crossings ligger vid North Elkhorn Creek, som är en biflod till floden Kentucky. Byn ligger omedelbart väster om staden Georgetown i den region som kallas Bluegrass.
Namnet kommer av ett grunt ställe i Elkhorn Creek, som tidigare användes som vadställe av buffelhjordar som vandrade mellan savannlandskapet i Kentucky och Ohiofloden.

## Historik
Great Crossings har sina rötter i den befästa gården Johnson's Station eller Big Crossings Station, som grundades av Robert Johnson 1783 vid North Elkhorn Creek. Fortet var den första permanenta bosättningen i Scott County. Omkring gården växte så småningom upp ett samhälle. Nära gården uppfördes 1785 Great Crossings Baptist Church, som var den första kyrkobyggnaden i Scott County. Dess förste predikant var Elijah Craig (1738–1808), senare bland annat företagare samt grundare av den närbelägna staden Georgetown. Församlingen hade 423 medlemmar 1801.
Mellan 1811 och 1905 hade Great Crossing ett postkontor.
Omkring tre kilometer nordväst om Great Crossing inrättades 1825 internatskolan för indiangossar Choctaw Academy på mark tillhörande plantagen Blue Springs Farm, som ägdes av Robert Johnsons son Richard Mentor Johnson.

## Byn
Den nuvarande baptistkyrkan är från 1925 och ligger på samma plats som den ursprungliga. En förfallen, muromgärdad kyrkogård från slutet av 1700-talet finns invid kyrkan.
Utmed Elkhorns Creeks södra strand anlades under slutet av 2020-talet Great Crossing Park. Invid parken öppnades samma år Scott Countys andra gymnasieskola, Great Crossing High School.
Någon kilometer sydost om Great Crossings, mot Georgetown, ligger Ward Hall från senare delen av 1850-talet. Det var sommarresidens för plantageägaren i Mississippi Junius Richard Ward (1802–1883), som var dotterson till Great Crossings grundare Robert Johnson.